# Práva transgenderových lidí
Právní postavení transgender lidí se ve světě značně liší. Některé země přijaly zákony na ochranu práv transgender osob, jiné však jejich pohlavní identitu nebo projevy kriminalizují. V mnoha případech čelí transgender osoby diskriminaci v zaměstnání, bydlení, zdravotní péči a dalších oblastech života.
Transgender osoba je osoba, jejíž genderová identita neodpovídá pohlaví, které jí bylo připsáno při narození a genderové roli, která je s tímto pohlavím spjata. Do kategorie transgender lidé spadají trans muži (muži, kterým bylo při narození připsáno ženské pohlaví), trans ženy (ženy, kterým bylo při narození připsáno mužské pohlaví) a nebinární lidé (lidé, kteří se necítí ani jako muži, ani jako ženy, případně jako oboje či něco mezi, bez ohledu na jejich pohlaví připsané po narození).
Transgender lidé mohou chtít změnit své jméno či úřední pohlaví tak, aby odpovídalo jejich genderové identitě. Velmi důležité je taky to, aby měli v případě zájmu přístup k gender afirmující péči, což může zahrnovat lékařské zásahy, jako substituční hormonální terapii či různé chirurgické zákroky, ale i více každodenní věci, jako např. změnu účesu či pořízení nového oblečení odpovídajícího genderové roli. Měli by také mít právní ochranu před diskriminací, nenávistnými útoky a tzv. "konverzní terapií", což je neetická metoda mající za cíl zvrátit něčí sexuální orientaci či genderovou identitu, požadovaný efekt nemá a pouze lidi podstupující tuto metodu traumatizuje.
V celosvětovém měřítku většina právních systémů uznává dvě tradiční genderové identity a sociální role, muže a ženu, ale má tendenci vylučovat jakékoli jiné rodové identity a projevy. Existují však země, které zákonem uznávají třetí rod. Tento třetí rod je často spojován s nebinaritou. V současné době dochází k většímu pochopení šíře variací mimo typické kategorie "muž" a "žena" a do literatury se dostává mnoho nových označení, včetně pangender, genderqueer, polygender a agender.
Většina otázek týkajících se práv trans* osob je obecně považována za součást rodinného práva, zejména otázky manželství a otázka, zda trans* osoba může využívat výhod partnera.
Míra právního uznání trans* osob se ve světě značně liší. Mnoho zemí nyní právně uznává změnu pohlaví tím, že povoluje změnu zákonného pohlaví v rodném listě jednotlivce. Někteří transgender lidé podstupují chirurgické zákroky ke změně svého těla, někteří mění své tělo substituční hormonální terapií. Právní status takové zdravotní péče se liší. V mnoha zemích jsou některé z těchto úprav vyžadovány pro právní uznání. V několika z nich jsou právní aspekty přímo spojeny se zdravotní péčí, tj. stejné orgány nebo lékaři rozhodují o tom, zda osoba může ve své léčbě pokračovat, a následné procesy automaticky zahrnují obě záležitosti. V jiných jsou tyto lékařské postupy nezákonné.
V některých právních řádech mohou transgender lidé využívat právního uznání na základě zastaralé lékařské diagnózy "transsexualismu", v jiných zemích se používá novější diagnóza "genderová dysforie" či "genderový nesoulad".

## Legislativní úsilí o uznání genderové identity

### Národní úroveň
| Stát               | Datum          | Název právní úpravy                                                                       | Horní sněmovna | Horní sněmovna | Dolní sněmovna        | Dolní sněmovna        | Hlava státu           | Výsledek |
| Stát               | Datum          | Název právní úpravy                                                                       | Ano            | Ne             | Ano                   | Ne                    | Hlava státu           | Výsledek |
| ------------------ | -------------- | ----------------------------------------------------------------------------------------- | -------------- | -------------- | --------------------- | --------------------- | --------------------- | -------- |
| Japonsko           | Červenec 2003  | Zákon o zvláštních případech při zacházení s pohlavím u osob s poruchou pohlavní identity | Schváleno      | Schváleno      | Schváleno             | Schváleno             | Podepsáno             | Ano      |
| Spojené království | Červenec 2004  | Zákon o uznaní pohlavní identity                                                          | 155            | 57             | 357                   | 48                    | Podepsáno             | Ano      |
| Španělsko          | Březen 2007    | Zákon o rodové identitě                                                                   | Schváleno      | Schváleno      | Schváleno             | Schváleno             | Podepsáno             | Ano      |
| Uruguay            | Listopad 2009  | Zákon o rodové identitě                                                                   | 20             | 0              | 51                    | 2                     | Podepsáno             | Ano      |
| Argentina          | Květen 2012    | Zákon o rodové identitě                                                                   | 55             | 0              | 167                   | 17                    | Podepsáno             | Ano      |
| Dánsko             | Září 2014      | Zákon o uznání rodové identity                                                            | —              | —              | Schváleno             | Schváleno             | Podepsáno             | Ano      |
| Malta              | Duben 2015     | Zákon o rodové identitě, rodovém vyjádření a pohlavních charakteristikách                 | —              | —              | Schváleno             | Schváleno             | Podepsáno             | Ano      |
| Kolumbie           | Červen 2015    | Zákon o uznání rodové identity (Dekrét 1227)                                              | Schváleno      | Schváleno      | Schváleno             | Schváleno             | Podepsáno             | Ano      |
| Irsko              | Červenec 2015  | Zákon o uznání rodové identity                                                            | Schváleno      | Schváleno      | Schváleno             | Schváleno             | Podepsáno             | Ano      |
| Polsko             | Září 2015      | Zákon o rodové identitě                                                                   | Schváleno      | Schváleno      | 252                   | 158                   | Vetoed                | Ne       |
| Vietnam            | Listopad 2015  | Zákon o právech transrodových osob                                                        | —              | —              | Schváleno             | Schváleno             | Podepsáno             | Ano      |
| Equádor            | Únor 2016      | Zákon o občanském registru (uznání rodové identity v právních dokumentech)                | —              | —              | 82                    | 1                     | Podepsáno             | Ano      |
| Bolívie            | Květen 2016    | Zákon o rodové identitě                                                                   | Schváleno      | Schváleno      | Schváleno             | Schváleno             | Podepsáno             | Ano      |
| Norsko             | Červen 2016    | Zákon o rodové identitě                                                                   | —              | —              | 79                    | 13                    | Podepsáno             | Ano      |
| Francie            | Listopad 2016  | Zákon o rodové identitě (zakazuje sterilizace)                                            | Schváleno      | Schváleno      | Schváleno             | Schváleno             | Podepsáno             | Ano      |
| Indie              | Leden 2014     | Zákon o (ochraně práv) transrodových osobách, 2016                                        | Schváleno      | Schváleno      | Schváleno             | Schváleno             | Podepsáno             | Ano      |
| Kanada             | Červen 2017    | Zákon o doplnění Kanadského zákona o lidských právech a Trestního zákonníku               | Schváleno      | Schváleno      | Schváleno             | Schváleno             | Podepsáno             | Ano      |
| Belgium            | Červenec 2017  | Zákon o rodové identitě (zakazuje sterilizace)                                            | —              | —              | Schváleno             | Schváleno             | Podepsáno             | Ano      |
| Řecko              | Prosinec 2017  | Zákon o rodové identitě (zakazuje sterilizace)                                            | —              | —              | 171                   | 114                   | Podepsáno             | Ano      |
| Pákistán           | Květen 2018    | Zákon o (ochraně práv) transrodových osobách                                              | Schváleno      | Schváleno      | Schváleno             | Schváleno             | Podepsáno             | Ano      |
| Portugalsko        | Červenec 2018  | Zákon o rodové identitě (rozšíření o právo na sebeurčení)                                 | —              | —              | 109                   | 106                   | Podepsáno             | Ano      |
| Lucembursko        | September 2018 | Zákon o rodové identitě (zakazuje sterilizaci)                                            | —              | —              | 57                    | 3                     | Podepsáno             | Ano      |
| Uruguay            | Říjen 2018     | Integrální zákon o rodové identitě (rozšíření: sebeurčení)                                | Schváleno      | Schváleno      | Schváleno             | Schváleno             | Podepsáno             | Ano      |
| Chile              | Listopad 2018  | Zákon o rodové identitě                                                                   | 26             | 14             | 95                    | 46                    | Podepsáno             | Ano      |
| Island             | Prosinec 2019  | Zákon o rodové autonomii                                                                  | —              | —              | 45                    | 0                     | Podepsáno             | Ano      |
| Španělsko          | Únor 2023      | Zákon o rodové identitě (rozšíření: sebeurčení)                                           | —              | —              | Schváleno             | Schváleno             | Podepsáno             | Ano      |
| Skotsko            | Prosinec 2022  | Zákon o reformě uznání rodové identity (Skotsko)                                          | —              | —              | 86                    | 39                    | V procesu schvalování |          |
| Thajsko            | Neznámé        | Zákon o rodové identitě                                                                   | —              | —              | V procesu schvalování | V procesu schvalování |                       |          |
| Brazílie           | Neznámé        | Zákon o rodové identitě                                                                   | —              | —              | V procesu schvalování | V procesu schvalování |                       |          |
| Kostarika          | Neznámé        | Zákon o uznání rodové identity a rovností před zákonem                                    | —              | —              | V procesu schvalování | V procesu schvalování |                       |          |
| El Salvador        | Neznámé        | Zákon o rodové identitě                                                                   | —              | —              | V procesu schvalování | V procesu schvalování |                       |          |
| Peru               | Neznámé        | Zákon o rodové identitě                                                                   | —              | —              | V procesu schvalování | V procesu schvalování |                       |          |
| Švédsko            | Neznámé        | Zákon o rodové identitě                                                                   | —              | —              | V procesu schvalování | V procesu schvalování |                       |          |

## Legislativní snahy o zrušení uznání genderové identity

### Národní úroveň
| Stát      | Datum       | Název právní úpravy                                                                      | Horní sněmovna | Horní sněmovna | Dolní sněmovna | Dolní sněmovna | Hlava státu | Výsledek |
| Stát      | Datum       | Název právní úpravy                                                                      | Ano            | Ne             | Ano            | Ne             | Hlava státu | Výsledek |
| --------- | ----------- | ---------------------------------------------------------------------------------------- | -------------- | -------------- | -------------- | -------------- | ----------- | -------- |
| Maďarsko  | Květen 2020 | O změnách některých správních zákonů a o bezúplatném převodu majetku (T/9934), Článek 33 | —              | —              | 134            | 56             | Podepsáno   | Ano      |
| Slovensko | Květen 2023 | Zákon o rodném čísle (Úprava zákona 301/1995)                                            | —              | —              | —              | —              | —           | —        |

### Státní úroveň (USA)

Zákony týkající se vyjádření genderové identity podle země nebo území
Tranzice legální, nevyžaduje operaci
Tranzice legální, vyžaduje operaci
Bez možnosti tranzice
Neznámé

Uznávání nebinarity / třetího rodu podle země nebo území
Možnost dobrovolného zvolení pro nebinární / třetí rod.
Možnost zvolení jenom pro intersex lidi
Standard třetí rod
Standard pro intersex
Nebinarita / třetí rod bez právního uznání / chybí data

| Stát  | Datum         | Název právní úpravy                                       | Horní sněmovna | Horní sněmovna | Dolní sněmovna | Dolní sněmovna | Hlava státu | Výsledek                                     |
| Stát  | Datum         | Název právní úpravy                                       | Ano            | Ne             | Ano            | Ne             | Hlava státu | Výsledek                                     |
| ----- | ------------- | --------------------------------------------------------- | -------------- | -------------- | -------------- | -------------- | ----------- | -------------------------------------------- |
| Idaho | Červenec 2020 | Sněmovní zákon 509, Zákon týkající se vitálních statistik | 27             | 6              | 53             | 16             | Podepsáno   | Ano Zrušeno soudním rozhodnutím v srpnu 2020 |

## Afrika

### Jihoafrická republika
Jihoafrická ústava zakazuje diskriminaci na základě pohlaví, genderu a sexuální orientace (mimo jiné). Ústavní soud uvedl, že "sexuální orientace" zahrnuje i transgenderovost.
V roce 2003 přijal parlament Zákon o změně popisu pohlaví a statusu pohlaví, který umožňuje transgender osobě, která podstoupila lékařskou nebo chirurgickou změnu pohlaví, požádat ministerstvo vnitra o změnu popisu pohlaví v rodném listě. Po změně rodného listu jim může být vydán nový rodný list a doklad totožnosti a jsou "pro všechny účely" považovány za osoby nového pohlaví.

### Egypt
Transgender lidé čelí v Egyptě, konzervativním muslimském státě, značnému společenskému stigmatu vůči LGBT+ komunitě. Podle organizace Human Rights Watch však zákrok změny pohlaví není v Egyptě nezákonný, nicméně komplikace a stigmatizace způsobují, že trans* osoby jsou vystaveni psychickým a fyzickým útokům a mučení. Statistiky trestných činů spáchaných na trans* komunitě údajně nejsou k dispozici, protože v minulosti nebyly hlášeny.

### Botswana
V září 2017 rozhodl Nejvyšší soud Botswany, že odmítnutí registrátora národní registrace změnit trans muži pohlavní označení bylo "nepřiměřené a porušilo jeho ústavní práva na důstojnost, soukromí, svobodu projevu, rovnou ochranu zákona, svobodu před diskriminací a svobodu před nelidským a ponižujícím zacházením". LGBT+ aktivisté rozsudek oslavovali a označili ho za velké vítězství. Botswanská vláda nejprve oznámila, že se proti rozsudku odvolá, ale v prosinci se rozhodla, že se neodvolá, a dodala dotyčnému trans muži nový doklad totožnosti, který odráží jeho pohlavní identitu.[90] Podobný případ, kdy trans žena usilovala o změnu svého genderového označení na ženu, byl projednáván v prosinci 2017. Vrchní soud rozhodl, že vláda musí uznat její rodovou a pohlavní identitu. Své vítězství věnovala "každé trans* osobě v Botswaně"."

## Asie

### Čína
"V roce 2009 čínská vláda znemožnila nezletilým změnu jejich oficiálně uvedeného pohlaví s tím, že k podání žádosti o revizi občanského průkazu a registraci k pobytu je nutná operace změny pohlaví, která je dostupná pouze osobám starším dvaceti let .
Počátkem roku 2014 začala provincie Šan-si umožňovat nezletilým podat žádost o změnu s doplňujícími údaji z občanského průkazu jejich opatrovníka. Tento posun v politice umožňuje, aby byla manželství po operaci uznána jako heterosexuální, a tudíž legální. 
Transgender mládež v Číně čelí mnoha výzvám. Podle jedné studie čínští rodiče uvádějí, že 0,5 % (1:200) jejich chlapců ve věku 6-12 let a 0,6 % (1:167) dívek často nebo vždy "uvádí přání být druhého pohlaví". 0,8 % (1:125) vysokoškolských studentů ve věku 18 až 24 let, kterým bylo při narození určeno mužského pohlaví (jejich pohlaví/rod uvedený v občanském průkazu je mužský), uvádí, že "pohlaví/rod, které cítím ve svém srdci", je ženské, zatímco dalších 0,4 % uvádí, že jejich vnímané pohlaví je "jiné". Mezi osobami kterým bylo při narození určeno ženské pohlaví 2,9 % (1:34) uvedlo, že své pohlaví vnímají jako mužské, zatímco dalších 1,3 % uvedlo "jiné". 
Podle průzkumu provedeného Pekingskou univerzitou čelí čínské trans studentky silné diskriminaci v mnoha oblastech vzdělávání. Segregace podle pohlaví se na čínských školách a univerzitách vyskytuje všude: při přijímání studentů (u některých speciálních škol, univerzit a oborů), v normách pro vzhled (včetně účesů a uniforem), v soukromých prostorách (včetně koupelen, toalet a kolejí), při fyzických zkouškách, vojenských školeních, odvodech, hodinách tělesné výchovy, zkouškách tělesné výchovy a testech tělesné zdatnosti. Čínští studenti jsou povinni účastnit se všech aktivit podle svého zákonného označení pohlaví, jinak budou potrestáni. V Číně je také obtížné změnit údaje o pohlaví u dosaženého vzdělání a akademických titulů, a to i po operaci změny pohlaví, což vede k diskriminaci zejména dobře vzdělaných transsexuálních žen
."

### Hongkong
Hongkongský odvolací soud rozhodl, že trans žena má právo vzít si svého přítele. Rozsudek byl vynesen 13. května 2013. 
Dne 16. září 2013 prohlásila trans žena Eliana Rubashkyn, že byla diskriminována a sexuálně zneužívána celníky, včetně toho, že byla podrobena invazivní osobní prohlídce a bylo jí odepřeno použití ženské toalety, ačkoli hongkongští úředníci tato obvinění popřeli. Po propuštění požádala o status uprchlíka a Vysoký komisař OSN pro uprchlíky (UNHCR) jí jej udělil, čímž se stala fakticky osobou bez státní příslušnosti čekající na přijetí do třetí země.
V únoru 2023 rozhodl Konečný odvolací soud, že vládní požadavek na úplnou změnu pohlaví za účelem aktualizace pohlavní identity v průkazech totožnosti je protiústavní a nepřijatelně zatěžující. Ani do května 2023 však nebylo rozhodnutí uvedeno v praxi
.

### Indie
V dubnu 2014 indický Nejvyšší soud prohlásil transrodov0 osoby za "třetí pohlaví" v indickém právu. Trans komunita v Indii (tvořená hidžry a dalšími) má v Indii a v hinduistické mytologii dlouhou historii.
Zákon o transgender osobách (ochrana práv), 2019, byl schválen parlamentem v listopadu 2019 a vstoupil v platnost 11. ledna 2020. Chrání transgender osoby před diskriminací ve vzdělávání, zaměstnání a zdravotní péči. Uznává pohlavní identitu jednotlivce a v zákoně jsou ustanovení o vydání osvědčení s novou pohlavní identitou. Mezi některými členy trans komunity se objevily výhrady, a to jak ohledně obtížnosti získání certifikátu, tak kvůli nedostatečné informovanosti a necitlivosti místních veřejných činitelů k této problematice.  Proti zákonu se objevily protesty LGBTQ+ komunity s tvrzením, že zákon trans komunitě ubližuje, místo aby jí pomáhal. Protestující si všimli ustanovení o certifikaci, ale kritizovali skutečnost, že by to vyžadovalo registraci u vlády, aby mohli být tito lidé uznáni za transgender. Kritizovali také inherentní nerovnost v obrovských rozdílech v trestech za stejný trestný čin, např. sexuální zneužití, spáchaný na transgender nebo cisgender osobě.

### Írán
Od poloviny 80. let 20. století byly transgender osoby oficiálně uznány vládou a mohly podstoupit operaci změny pohlaví. Oficiálně vydal vůdce íránské islámské revoluce ajatolláh Ruholláh Chomejní fatvu, v níž prohlásil operaci změny pohlaví za přípustnou pro "diagnostikované trans binární osoby" Vláda poskytuje až polovinu nákladů těm, kteří potřebují finanční pomoc, a změna pohlaví je uznána v rodném listě. Navzdory tomu se íránští transsexuálové setkávají ve společnosti s diskriminací. Íránská společnost na podporu osob s poruchou pohlavní identity (نجمن), kterou v roce 2007 založila Maryam Khatoon Molkara, se zaměřuje na podporu osob s poruchou pohlavní identity. حمایت از بیماران مبتلا به اختلالات هویت جنسیایران) je hlavní íránskou organizací pro práva trans lidí .
Kromě toho íránská vláda reaguje na homosexualitu nátlakem na lesby a gaye, kteří ve skutečnosti nejsou transgender, aby podstoupili změnu pohlaví. Eshaghianův dokumentární film Be Like Others (Buďte jako ostatní) popisuje řadu příběhů íránských gayů, kteří se domnívají, že změna pohlaví je jedinou možností, jak se vyhnout dalšímu pronásledování, vězení nebo popravě. Maryam Khatoon Molkara - která přesvědčila Chomejního, aby vydal fatvu o trans binárnosti - potvrdila, že někteří lidé, kteří podstoupí operaci, jsou spíše homosexuálové než trans binární osoby.

### Japonsko
Japonský národní parlament 10. července 2003 jednomyslně schválil nový zákon, který umožňuje trans binárním osobám změnit své zákonné pohlaví. Jmenuje se 性同一性障害者の性別の取扱いの特例に関する法律 (Zákon o zvláštních případech nakládání s pohlavím pro osoby s poruchou pohlavní identity) Zákon, účinný od 16. července 2004, má však kontroverzní podmínky, které vyžadují, aby žadatelé byli svobodní a bezdětní. Dne 28. července 2004 rozhodl rodinný soud v Naha v prefektuře Okinawa rozsudek dvacetileté trans ženě, který povolil změnu pohlaví v jejím záznamu v rodinném registru neboli koseki z mužského na ženské. Obecně se má za to, že se jednalo o první soudní schválení podle nového zákona.  Od roku 2018 jsou operace změny pohlaví hrazeny japonskou vládou, které jsou hrazeny z japonského národního zdravotního pojištění, pokud pacienti nepodstupují hormonální léčbu a nemají žádné jiné již existující onemocnění. Žadatelé však musí mít nejméně 20 let, být svobodní, neplodní, nemít děti mladší 20 let (v Japonsku věk plnoletosti) a také se podrobit psychiatrickému vyšetření, aby získali diagnózu "porucha pohlavní identity", v západních zemích (nověji) známou také jako rodová dysforie. Po jejím dokončení musí pacient uhradit 30 % nákladů na operaci.

### Malajsie
V Malajsii neexistuje žádný právní předpis, který by trans binárním osobám výslovně umožňoval legální změnu pohlaví. Příslušnými právními předpisy jsou zákon o registraci narození a úmrtí z roku 1957 a zákon o národní registraci z roku 1959. Soudci proto v současné době uplatňují při výkladu zákona a určování pohlaví volnost. V této věci existují protichůdná rozhodnutí. Existuje případ z roku 2003, kdy soud povolil trans binární osobě změnit pohlaví uvedené v občanském průkazu a vydal prohlášení, že je žena. v roce 2005 však v jiném případě soud odmítl změnit pohlaví trans osoby v občanském průkazu a rodném listě. v obou případech se při definování právního pohlaví použil případ Spojeného království Corbett v Corbett.

### Pákistán
V Pákistánu začali někteří členové LGBT komunity podstupovat operace na změnu pohlaví. Existují situace, kdy takové případy vyvolaly pozornost médií. Rozhodnutí pákistánského Nejvyššího soudu v Láhauru z roku 2008 povolilo 28 leté Naureen podstoupit operaci změny pohlaví, ačkoli rozhodnutí se vztahovalo pouze na osoby, u nichž byla diagnostikována rodová dysforie.
V roce 2009 vydal pákistánský nejvyšší soud rozhodnutí ve prospěch transgender lidí. V tomto přelomovém rozhodnutí se uvádí, že jako občané mají nárok na stejné výhody a ochranu zákona, a pákistánská vláda byla vyzvána, aby přijala opatření na ochranu trans binárních osob před diskriminací a obtěžováním. Pákistánský předseda Nejvyššího soudu Iftikhar Chaudhry byl během svého funkčního období strůjcem významného rozšíření práv pákistánské transgender komunity. V Pákistánu také existují antidiskriminační zákony v oblasti poskytování zboží a služeb pro transgender nebo nebinární osoby (známé jako Khuwaja Sira sira, hidžra nebo třetí pohlaví).
V roce 2018 pákistánská vláda přijala zákon o ochraně práv transgender osob, který oficiálně stanovil zákonné právo transgender osob v Pákistánu se takto identifikovat a zavedl antidiskriminační zákony. Ty zahrnují uznání trans identity v právních dokumentech, jako jsou pasy, občanské průkazy a řidičské průkazy, spolu se zákazem diskriminace v zaměstnání, ve školách, na pracovištích, ve veřejné dopravě, ve zdravotnictví atd. Návrh zákona rovněž zahrnoval právo na dědictví v souladu se zvoleným pohlavím. Návrh zákona dále zavazuje pákistánskou vládu k vybudování ochranných center a bezpečných domů, které budou sloužit právě transgender komunitě v Pákistánu.

### Jordánsko
Kasační soud, nejvyšší soud v Jordánsku, povolil v roce 2014 trans ženě změnu jejího zákonného jména a pohlaví na ženské poté, co předložila lékařské zprávy z Austrálie. Vedoucí jordánského oddělení pro občanský stav a pasy uvedl, že na oddělení ročně dorazí dva až tři případy žádosti o úředné uznání změny pohlaví / rodu, všechny na základě lékařských zpráv a soudních příkazů.

### Filipíny
Soudce filipínského Nejvyššího soudu Leonardo Quisumbing 12. září 2008 povolil 27 letému Jeffu Cagandahanovi změnu rodného listu, pohlaví a jména:
Respektujeme vrozený stav respondenta a jeho zralé rozhodnutí být mužem. Život je pro běžného člověka již tak těžký. Nezbývá než respektovat, jak se respondent se svým neobyčejným stavem vyrovnává, a pomoci mu tak ulehčit život s ohledem na jedinečné okolnosti tohoto případu. Vzhledem k tomu, že v této věci neexistuje zákon, nebude soud respondentovi diktovat ohledně tak soukromé vrozené záležitosti, jako je sexualita a životní preference člověka, a už vůbec ne ohledně toho, zda má podstoupit lékařskou léčbu, která by zvrátila mužský sklon v důsledku vzácného zdravotního stavu, vrozené hyperplazie nadledvin. Vzhledem k absenci důkazů, že respondent je "nesvéprávný", a vzhledem k absenci důkazů, které by prokazovaly, že klasifikace respondenta jako muže poškodí ostatní členy společnosti ... soud potvrzuje jako platný a oprávněný postoj respondenta a jeho osobní úsudek o tom, že je mužem.
Ze soudních záznamů vyplynulo, že v šesti letech měl malé vaječníky, ve 13 letech byly jeho vaječníky minimalizovány, neměl prsa a nemenstruoval. Psychiatr vypověděl, že "má mužské i ženské pohlavní orgány, ale geneticky byl ženského pohlaví, a protože jeho tělo vylučovalo mužské hormony, jeho ženské orgány se nevyvíjely normálně". Filipínský Národní institut zdraví uvedl, že "lidem s vrozenou hyperplazií nadledvinek chybí enzym, který nadledviny potřebují k tvorbě hormonů kortizolu a aldosteronu."
Toto rozhodnutí se však týkalo pouze případů vrozené hyperplazie nadledvinek a jiných intersexuálních situací. Filipínský nejvyšší soud rovněž rozhodl, že filipínští občané nemají právo na legální změnu pohlaví v úředních dokumentech (řidičský průkaz, pas, rodný list, záznamy o sociálním zabezpečení atd.), pokud jsou transgender a podstoupili operaci změny pohlaví. V roce 2007 soud zrušil rozhodnutí soudu nižší instance a konstatoval, že jiná osoba nemůže legálně změnit jméno a pohlaví z mužského na ženské, protože by to mělo "závažné a rozsáhlé právní a veřejnoprávní důsledky", přičemž se odvolával zejména na instituci manželství.

### Jižní Korea
V Jižní Koreji je možné, aby si transsexuální osoby změnily své zákonné pohlaví, i když to závisí na rozhodnutí soudce pro každý případ. Od 90. let 20. století je však ve většině případů schválena. Právní systém v Koreji nebrání uzavření manželství, jakmile osoba změní své zákonné pohlaví.
V roce 2006 Nejvyšší soud Koreje rozhodl, že transsexuálové mají právo změnit své právní dokumenty tak, aby odrážely jejich změněné pohlaví. Transsexuální žena může být registrována nejen jako žena, ale také jako narozená.
Ačkoli jihokorejské zákony neschvalují stejnopohlavní manželství, trans žena získá při sňatku s mužem automaticky rodinný status "ženy", i když byla předtím označena jako "muž".[potřebná citace]
V roce 2013 soud rozhodl, že trans binární osoby mohou změnit svůj zákonný rod, aniž by podstoupili operaci pohlavních orgánů.

### Tchaj-wan
Transgender osoby na Tchaj-wanu musí podstoupit operaci pohlavních orgánů (odstranění primárních pohlavních orgánů), aby bylo možné zapsat změnu pohlaví do občanského průkazu i rodného listu. Operace vyžaduje souhlas dvou psychiatrů a zákrok není hrazen z národního zdravotního pojištění. Vláda vedla veřejné konzultace o odstranění požadavků na operaci již v roce 2015, ale od té doby nedošlo k žádným konkrétním změnám.
V roce 2018 vláda představila nový průkaz totožnosti s čipem, jehož vydání je naplánováno na konec roku 2020. Pohlaví nebude na fyzickém průkazu výslovně uvedeno, ačkoli druhá číslice národního identifikačního čísla stejně prozrazuje informaci o pohlaví ("1" pro muže; "2" pro ženu). Se zavedením nového průkazu totožnosti bude třetí možnost pohlaví (s použitím číslice "7" jako druhé číslice národního identifikačního čísla) dostupná i pro transgender osoby. Vyvolává to však obavy, že by tato praxe mohla stigmatizovat transsexuální osoby, místo aby respektovala jejich pohlavní identitu. Podrobnosti o politice třetí možnosti pohlaví zatím nebyly zveřejněny.
Poté, co 24. května 2019 vstoupil v platnost zákon o manželství osob stejného pohlaví, mohou trans lidé uzavřít manželství s osobou stejného registrovaného pohlaví.

## Evropa
Většina evropských zemí dává trans osobám právo alespoň na změnu křestního jména a většina z nich umožňuje i změnu rodného listu. Několik evropských zemí uznává právo trans osob uzavřít manželství v souladu s jejich novým úředním pohlavím. Toto právo uznávají Česká republika, Dánsko, Finsko, Francie, Chorvatsko, Irsko, Itálie, Německo, Nizozemsko, Norsko, Polsko, Portugalsko, Rumunsko, Spojené království, Španělsko a Švédsko. Úmluva o uznávání rozhodnutí o změně pohlaví upravuje vzájemné uznávání rozhodnutí o změně pohlaví a podepsalo ji pět evropských zemí a ratifikovalo ji Španělsko a Nizozemsko.

### Finsko
Ve Finsku museli být lidé, kteří chtěli změnit své zákonné pohlaví, sterilizováni nebo "z jiného důvodu neplodní". Doporučení Rady OSN pro lidská práva zrušit požadavek sterilizace finská vláda v roce 2017 odmítla. V roce 2023 však Finsko změnilo svůj zákon o pohlavní identitě tak, že již nevyžaduje sterilizaci a místo toho je založen na sebeidentifikaci.

### Francie
Ve Francii může změnu křestního jména provést matriční úřad nebo soud. Změnu pohlaví může provést soud. V obou případech není třeba ke změně pohlaví psychiatrických posudků ani chirurgického zákroku.

### Německo
V roce 1908 vydalo císařské Německo (z iniciativy sexuologa Magnuse Hirschfelda a WhK) velmi omezený počet tzv. "transvestitních průkazů" – idea transvestitizmu v té době sloužila jako obecný termín pro transgender, intersex, nebinární identity –, které umožňovaly jednotlivcům oblékat se do oblečení, které bylo považováno za neslučitelné s jejich pohlavím. To skončilo s nástupem nacismu v roce 1933, nacisté také spálili mnoho odborných knih a spisů o trans lidech.
Od roku 1980 platí v Německu zákon, který upravuje změnu křestního jména a právního pohlaví. Jmenuje se Gesetz über die Änderung der Vornamen und die Feststellung der Geschlechtszugehörigkeit in besonderen Fällen (de:Transsexuellengesetz – TSG) (Zákon o změně křestního jména a určení pohlavní identity ve zvláštních případech (Transsexuální zákon - TSG)). Požadavky, aby žadatelé o změnu pohlaví byli po operaci neplodní, prohlásil nejvyšší soud v roce 2011 za protiústavní.

### Řecko
Dne 10. října 2017 schválil řecký parlament výraznou většinou hlasů návrh zákona o právním uznání pohlaví, který transgender lidem v Řecku přiznává právo na svobodnou změnu pohlaví tím, že ruší veškeré podmínky a požadavky, jako je podstoupení jakýchkoli lékařských zákroků, operací na změnu pohlaví nebo sterilizačních zákroků, aby bylo jejich pohlaví právně uznáno v občanských průkazech. Návrh zákona přiznává toto právo všem osobám starším 17 let. Nicméně i nezletilé děti ve věku od 15 do 17 let budou mít přístup k procesu právního uznání pohlaví, ale za určitých podmínek, jako je získání potvrzení od lékařské rady. Proti návrhu zákona se postavila Svatá synoda pravoslavné církve, Komunistická strana Řecka, a strany Zlatý úsvit a Nová demokracie.
Návrh zákona o právním uznání pohlaví následoval po rozhodnutí Krajského soudu v Aténách z 20. července 2016, který rozhodl, že osoba, která chce změnit své zákonné pohlaví v záznamech matričního úřadu, již nemusí podstoupit operaci změny pohlaví. Toto rozhodnutí soud aplikoval případ od případu.

### Irsko
V Irsku nebylo až do roku 2015 možné změnit rodný list transgender osoby. Vrchní soud v roce 2002 přijal žalobu Lydie Foyové, kterou zamítl, protože rodný list byl považován za historický dokument.
Dne 15. července 2015 Irsko přijalo zákon o uznání pohlaví, který umožňuje legální změnu pohlaví bez nutnosti lékařského zásahu nebo posouzení ze strany státu. Taková změna je možná prostřednictvím sebeurčení pro každou osobu starší 18 let, která má bydliště v Irsku a je zapsána v irských registrech narození nebo adopce. Osoby ve věku od 16 do 18 let si musí zajistit soudní rozhodnutí, které je osvobodí od běžného požadavku dosažení věku 18 let. Irsko je jednou ze čtyř právních jurisdikcí na světě, kde si lidé mohou legálně změnit pohlaví prostřednictvím sebeurčení.

### Skandinávie
Severský model přístupu k právům transgender osob zdůrazňuje jejich lidská práva a je založen na právní rovnosti a sebeidentifikaci, což bylo přijato v zemích, jako je Dánsko, Grónsko, Norsko a Island. V roce 2014 dánský parlament odhlasoval v poměru 59:52 zrušení požadavku na diagnózu duševní poruchy a chirurgický zákrok s nevratnou sterilizací pro transgender osoby, které si přejí změnit své zákonné pohlaví. Podobný zákon byl v roce 2016 přijat v Grónsku. V Norsku byl zákon o uznání pohlaví, který zavedl sebeidentifikaci, představen konzervativní vládou Erny Solbergové a přijat v roce 2016. Zákon získal širokou podporu většiny politických stran, hnutí za práva LGBTIQ+ a feministického hnutí, včetně Norské asociace pro práva žen. Transgender osoby jsou také chráněny proti diskriminaci a nenávistným projevům v rámci antidiskriminačního a trestního práva. Island přijal v roce 2019 zákon o rodové autonomii, který zavedl sebeidentifikaci a třetí legální možnost pohlaví, což se setkalo s širokou podporou, včetně Islandské asociace pro práva žen. Hnutí za práva žen v severských zemích práva transgender osob silně podporují. V roce 2021 uspořádala Islandská asociace pro práva žen ve spolupráci s Mezinárodní aliancí žen fórum o tom, jak by ženské hnutí mohlo čelit "hlasům proti transgenderovosti." Švédsko má zákon o genderové identitě od roku 1972, pravděpodobně jako první na světě. Od roku 2013 není pro trans osoby, které potřebují změnit své zákonné pohlaví, vyžadována sterilizace[173] ani jiná léčba, ale je vyžadována diagnóza. Finsko změnilo svůj zákon o pohlavní identitě v roce 2023 tak, že již nevyžaduje sterilizaci a místo toho je založen na sebeidentifikaci.

### Polsko

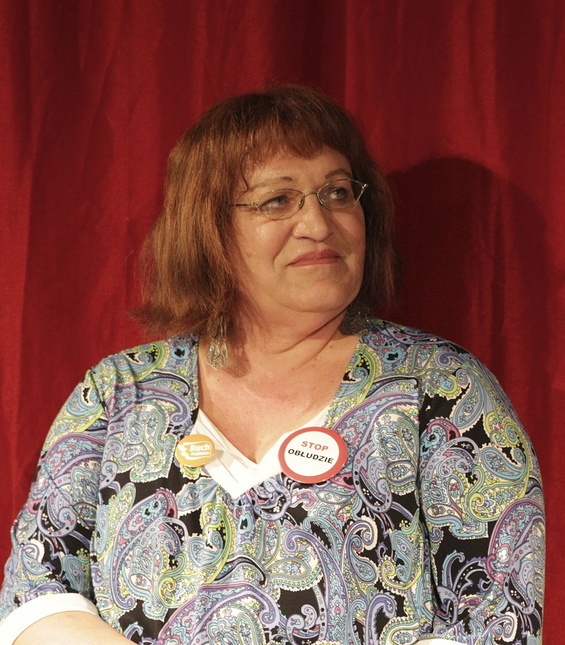
Anna Grodzka, the first transgender MP in Europe

První významný rozsudek v případě změny pohlaví vynesl varšavský vojvodský soud v roce 1964. Soud zdůvodnil, že je možné, tváří v tvář občanskému soudnímu řízení a jednání na základě záznamů v občanských rejstřících, změnit právní pohlaví člověka poté, co mu byla provedena operace změny pohlaví. V roce 1983 Nejvyšší soud rozhodl, že v některých případech, kdy převažují atributy preferovaného pohlaví jedince, je možné změnit své právní pohlaví i před operační změnou pohlaví.
V roce 2011 byla jmenována Anna Grodzka, první transgender poslankyně v historii Evropy, která podstoupila chirurgickou zmňu pohlaví. V polských parlamentních volbách v roce 2011 získala v Krakově 19 337 hlasů (45 079 voličů volilo ve volebním obvodu její stranu) a ve svém volebním obvodu se umístila na šestém místě (928 914 lidí, volební účast 55,75 %). Grodzka byla údajně jedinou transgender osobou s ministerskými pravomocemi na světě od 10. listopadu 2011 (k roku 2015).

### Portugalsko
Zákon umožňuje dospělým osobám změnit své zákonné pohlaví bez jakýchkoli požadavků. Nezletilí ve věku 16 a 17 let tak mohou učinit se souhlasem rodičů a psychologickým posudkem, který potvrzuje, že jejich rozhodnutí bylo učiněno svobodně a bez jakéhokoli vnějšího nátlaku. Zákon rovněž zakazuje přímou i nepřímou diskriminaci na základě pohlavní identity, vyjádření pohlaví a pohlavních znaků a zakazuje nesouhlasnou léčbu a/nebo chirurgický zákrok při změně pohlaví u intersexuálních dětí.

### Rumunsko
V Rumunsku je legální, aby si trans lidé změnili své křestní jméno tak, aby odráželo jejich pohlavní identitu na základě osobního rozhodnutí. Od roku 1996 je možné, aby si osoba, která podstoupila operaci změny pohlaví, změnila své zákonné pohlaví tak, aby odráželo její pooperační pohlaví. Transgender osoby pak mají právo uzavřít manželství v souladu se svým pooperačním pohlavím.

### Spojené království
Zákon o diskriminaci na základě pohlaví z roku 1975 zakázal diskriminaci na základě anatomického pohlaví v zaměstnání, vzdělávání a při poskytování bydlení, zboží, zařízení a služeb. Zákon o rovnosti z roku 2006 zavedl ve Skotsku povinnost rovnosti pohlaví, která ukládá veřejným orgánům, aby vážně braly hrozbu obtěžování nebo diskriminace transgender osob v různých situacích. V roce 2008 byla nařízením o diskriminaci na základě pohlaví (změna právních předpisů) rozšířena stávající úprava tak, aby zakazovala diskriminaci při poskytování zboží nebo služeb transgender osobám. Zákon o rovnosti z roku 2010 přidal "změnu pohlaví" jako "chráněnou charakteristiku".
Zákon o uznání pohlaví z roku 2004 fakticky poskytl plné právní uznání trans binárním osobám.Na rozdíl od některých systémů jinde ve světě proces uznání pohlaví podle tohoto zákona nevyžaduje, aby žadatelé byli po operaci. Musí však existovat významné lékařské vysvětlení, proč osoba nepodstoupila operaci změny pohlaví. Musí pouze prokázat, že trpí genderovou dysforií, žije jako své "nové" pohlaví po dobu dvou let a hodlá v tom pokračovat až do smrti.

## Severní Amerika

### Kanada
Příslušnost k právní klasifikaci pohlaví je v Kanadě svěřena provinciím a teritoriím. To zahrnuje i právní změnu klasifikace pohlaví.
Dne 19. června 2017 se zákon C-16, poté co prošel legislativním procesem v kanadské Dolní sněmovně a Senátu, stal zákonem, který získal královský souhlas a vstoupil tak okamžitě v platnost. Zákon aktualizoval kanadský zákon o lidských právech a trestní zákoník tak, aby zahrnoval "rodovou identitu a rodový projev" jako chráněné důvody před diskriminací, nenávistnými publikacemi a obhajobou genocidy. Návrh zákona rovněž přidal "rodovou identitu a vyjádření" na seznam přitěžujících okolností při ukládání trestu, pokud se obviněný dopustí trestného činu vůči jednotlivci kvůli těmto osobním charakteristikám. Podobné zákony týkající se transgenderovosti existují také ve všech provinciích a teritoriích. Konverzní terapie je zakázána v provinciích Manitoba, Ontario, Nové Skotsko a ve městě Vancouver, ačkoli zákon Nového Skotska obsahuje ustanovení, které umožňuje souhlasit s ní "dospělým nezletilým" ve věku od 16 do 18 let.

### Mexiko
Příslušnost k právní klasifikaci pohlaví je v Mexiku svěřena jednotlivým státům a městu Mexiko. To zahrnuje i právní změnu klasifikace pohlaví.
Dne 13. března 2004 vstoupily v platnost změny občanského zákoníku města Mexiko, které umožňují trans binárním osobám změnit pohlaví a jméno v rodném listě.
V září 2008 schválilo zákonodárné shromáždění Mexico City ovládané stranou PRD v poměru 37:17 hlasů zákon, který trans binárním lidem usnadňuje změnu pohlaví.
Dne 13. listopadu 2014 schválilo zákonodárné shromáždění města Mexico City jednomyslně (46:0) zákon o rodové identitě. Tento zákon usnadňuje trans binárním lidem změnu jejich zákonného pohlaví. Podle nového zákona stačí, aby oznámili občanskému registru, že si přejí změnit údaje o pohlaví ve svých rodných listech. Operace na změnu pohlaví, psychologické terapie ani jiný typ diagnózy již nejsou vyžadovány. Zákon vstoupil v platnost počátkem roku 2015. Dne 13. července 2017 schválil kongres státu Michoacán (22:1) zákon o rodové identitě. 20. července 2017 schválil podobný zákon i stát Nayarit (23:1).

### USA
Dne 15. června 2020 rozhodl Nejvyšší soud Spojených států amerických (SCOTUS) ve věci Bostock v. Clayton County, že pro účely hlavy VII zákona o občanských právech z roku 1964 je diskriminace na základě transgenderovosti rovněž diskriminací z důvodu pohlaví.
Bez ohledu na právní klasifikaci pohlaví stanovenou jednotlivými státy nebo protektoráty může federální vláda sama určit klasifikaci pohlaví pro federálně vydávané dokumenty. Ministerstvo zahraničí USA například vyžaduje lékařské potvrzení o "vhodné klinické léčbě pro přechod na aktualizované pohlaví (mužské nebo ženské)" pro změnu označení pohlaví v americkém pasu, ale operace změny pohlaví není podmínkou pro získání pasu USA v aktualizovaném pohlaví. Transgender občané USA tak při vyhledávání zdravotní péče podléhají nejednotným a často diskriminačním předpisům.

## Jižní Amerika
Jižní Amerika má jedny z nejpokrokovějších zákonů na světě, pokud jde o práva transgender lidí. Bolívie a Ekvádor patří mezi několik málo zemí na světě, které poskytují ústavní ochranu proti diskriminaci na základě pohlavní identity. Ve většině zemí je transgender osobám umožněno změnit si v právních dokumentech jméno a pohlaví. Argentina, Brazílie, Bolívie, Chile, Ekvádor, Kolumbie a Uruguay umožňují jednotlivcům změnit si jméno a pohlaví, aniž by museli podstoupit lékařské vyšetření, sterilizaci nebo potřebovali soudní povolení. V Peru je soudní rozhodnutí vyžadováno.

### Argentina
V roce 2012 přijal argentinský Kongres zákon o pohlaví (Ley de Género), který umožňuje osobám starším 18 let změnit označení pohlaví v DNI (občanský průkaz) pouze na základě písemného prohlášení. Argentina se tak stala první zemí, která přijala politiku uznávání pohlaví založenou výhradně na autonomii jednotlivce, bez jakýchkoli požadavků na diagnózu třetí strany, operace nebo překážky jakéhokoli typu.

### Bolívie
Zákon o rodové identitě umožňuje osobám starším 18 let legálně změnit své jméno, pohlaví a fotografii na právních dokumentech. Nejsou k tomu zapotřebí žádné operace ani soudní příkaz. Zákon nabyl účinnosti 1. srpna 2016.

### Brazílie
Změna zákonného určení pohlaví v Brazílii je podle Nejvyššího soudního dvora Brazílie legální, jak je uvedeno v rozhodnutí vydaném 17. října 2009.
V roce 2008 začal brazilský systém veřejného zdravotnictví poskytovat bezplatné operace změny pohlaví v souladu s rozhodnutím soudu. Federální prokurátoři argumentovali tím, že operace změny pohlaví je kryta ústavní klauzulí zaručující lékařskou péči jako základní právo.
Pacienti musí být starší 18 let a musí být diagnostikováni jako trans binární bez jiných poruch osobnosti a musí se podrobit psychologickému vyšetření multidisciplinárním týmem po dobu nejméně dvou let. Tento proces se dá podstoupit se od věku 16 let. Podle brazilského ministerstva zdravotnictví je celostátní průměr 100 operací ročně.
V prosinci 2020 byl předložen návrh zákona, který definuje biologické pohlaví jako jediný faktor pro určení pohlaví.

### Chile
Chile zakazuje veškerou diskriminaci a zločiny z nenávisti na základě rodové identity a rodového projevu. Zákon o rodové identitě, platný od roku 2019, uznává právo na vlastní vnímání rosdové identity a umožňuje osobám starším 14 let změnit si jméno a rod ve všech úředních dokumentech bez zakazujících požadavků. Od roku 1974 byla změna rodu v zemi možná prostřednictvím soudního procesu.

### Kolumbie
Od roku 2015 může kolumbijská osoba změnit své zákonné pohlaví a jméno projevením své slavnostní vůle před notářem, bez nutnosti chirurgického zákroku nebo soudního rozhodnutí.

### Ekvádor
Od roku 2016 si Ekvádorci mohou v právních dokumentech a občanských průkazech změnit své rodné jméno a rod (namísto rodu přiděleného při narození). Osoba, která chce v občanském průkazu změnit slovo "sex" za "gender", musí předložit dva svědky, kteří potvrdí sebeurčení žadatele.

### Peru
V Peru mohou transgender osoby změnit své zákonem uznané pohlaví a jméno po splnění určitých požadavků, kterými mohou být psychologické a psychiatrické vyšetření, lékařský zákrok nebo operace na změnu pohlaví. K tomu je zapotřebí soudní povolení. V listopadu 2016 peruánský ústavní soud rozhodl, že binární transgender identita není patologií a uznal právo na pohlavní identitu jedinců. Proti příznivým soudním rozhodnutím o změně pohlaví však byla podána odvolání.

### Uruguay
V říjnu 2009 zákonodárci schválili zákon o rodové identitě, který umožňuje trans binárním lidem starším 18 let změnit si jméno a právní pohlaví ve všech úředních dokumentech. Chirurgický zákrok, diagnóza nebo hormonální terapie nebyly podmínkou, ale bylo nutné soudní povolení.
Po schválení komplexního zákona si mohou od roku 2019 transgender osoby samy určit své pohlaví a aktualizovat své zákonné jméno, a to bez souhlasu soudce. Nový zákon vytváří stipendia pro trans osoby pro přístup ke vzdělání, měsíční důchod pro trans osoby narozené před rokem 1975 a také vyžaduje, aby státní služby zaměstnávaly minimálně 1 % trans osob. Nově také uznává sebeidentifikaci nebinárních osob.

## Oceánie

### Austrálie
Rodné listy upravují jednotlivé státy a teritoria, zatímco sňatky a pasy jsou záležitostí federálního práva. Všechny australské jurisdikce nyní uznávají potvrzené pohlaví jednotlivce s různými požadavky. V přelomovém případu New South Wales Registrar of Births, Deaths and Marriages v. Norrie [2014] Nejvyšší soud Austrálie rozhodl, že zákon o registraci narození, úmrtí a sňatků z roku 1995 (NSW) nevyžaduje, aby se osoba, která podstoupila operaci změny pohlaví, identifikovala jako muž nebo žena. Rozsudek povoluje registraci "nespecifického" pohlaví.
Cestovní pasy se vydávají v preferovaném pohlaví, aniž by bylo nutné měnit rodné listy nebo osvědčení o občanství. Je zapotřebí dopis od praktického lékaře, který potvrzuje, že osoba podstoupila nebo podstupuje příslušnou léčbu.
Austrálie byla jedinou zemí na světě, která vyžadovala zapojení a souhlas soudní moci (Family Court of Australia), pokud jde o povolení přístupu transgender teenagerů k hormonální substituční léčbě. To skončilo koncem roku 2017, kdy Rodinný soud vydal přelomové rozhodnutí, v němž stanovil, že v případech, kdy není spor mezi dítětem, jeho rodiči a ošetřujícími lékaři, může být hormonální léčba předepsána bez souhlasu soudu.

### Fidži
Fidžijská ústava, která byla vyhlášena v září 2013, obsahuje ustanovení zakazující diskriminaci na základě sexuální orientace a pohlavní identity nebo jejího vyjádření.

### Guam
Změna pohlaví je na Guamu legální. Aby si trans binární osoby mohly na Guamu změnit své zákonné pohlaví, musí úřadu pro statistiku obyvatelstva předložit čestné prohlášení lékaře, že podstoupili operaci změny pohlaví. Úřad následně provede změnu rodného listu žadatele.

### Nový Zéland
V současné době zákon o lidských právech z roku 1993 výslovně nezakazuje diskriminaci na základě pohlaví. Předpokládá se sice, že pohlavní identita je chráněna zákony, které brání diskriminaci na základě pohlaví nebo sexuální orientace, není však známo, jak se to vztahuje na osoby, které nepodstoupily nebo nepodstoupí operaci změny pohlaví.

### Severní Mariany
Trans binární lidé na Severních Marianách mohou změnit své zákonné pohlaví po operaci změny pohlaví a změně jména. Zákon o životních statistikách z roku 2006, který vstoupil v platnost v březnu 2007, stanoví, že: "Po obdržení ověřené kopie rozhodnutí Nejvyššího soudu CNMI, v němž je uvedeno, že pohlaví fyzické osoby narozené na CNMI bylo změněno chirurgickým zákrokem a zda bylo změněno její jméno, se rodný list této osoby změní podle nařízení."

### Samoa
Na Samoe jsou trestné činy motivované sexuální orientací a/nebo rodovou identitou kriminalizovány podle § 7 odst. 1 písm. h) zákona o trestech z roku 2016.